# معناشناسی صوری (زبان‌شناسی)
در زبان‌شناسی، معنی‌شناسی صوری به دنبال درک معنی زبانی از راه احداث مدل‌های دقیق ریاضی از اصولی است که گویشوران برای تعریف روابط بین عبارات در زبان طبیعی و جهانی که گفتار معنی‌دار را پشیبانی می‌کند، بکار می‌برند. ابزارهای ریاضی مورد استفاده عبارتند از تلاقی منطق صوری و نظریه زبان‌های صوری، به‌ویژه حساب لامبدای تایپ‌ها.

## بررسی اجمالی
زبانشناسان به ندرت معنی‌شناسی صوری را در نظر می‌گرفتند تا اینکه ریچارد مانتگیو نشان داد که چگونه زبان انگلیسی (یا هر زبان طبیعی) می‌تواند همچون یک زبان صوری مورد استفاده گیرد. مشارکت او در معنی‌شناسی زبانی، که امروزه تحت عنوان دستور زبان مانتگیو شناخته می‌شود، مبنایی شد برای توسعه‌های بعدی مانند دستورزبان دسته‌ایِ بار-هیلل و همکارانش، و اخیراً معنی‌شناسی (یا دستور زبان) تایپ-منطقی مبتنی بر حساب لامبک.
خط دیگری از کنکاش مرتبط با استفاده از منطق خطی، معنی‌شناسی چسبی است، که مبتنی است بر ایده «تعبیر به عنوان استنتاج»، که در ارتباط نزدیک با «تجزیه به عنوان استنتاج» از پارادایم دستور زبان دسته‌ای است.
معنی‌شناسی شناختی به عنوان واکنشی به معناشناسی صوری شکل گرفت، اما اخیراً چندین تلاش در تطبیق هر دو دیدگاه انجام شده‌است.

## برای مطالعهٔ بیشتر
- Max Cresswell (2006). "Formal semantics".  In Michael Devitt, Richard Hanley (ed.). The Blackwell guide to the philosophy of language. Wiley-Blackwell. ISBN 978-0-631-23142-4. An very accessible overview of the main ideas in the field.
- John I. Saeed (2008). Semantics. Introducing linguistics (3rd ed.). Wiley-Blackwell. ISBN 978-1-4051-5639-4. Chapter 10, Formal semantics, contains the best chapter-level coverage of the main technical directions
- Johan van Benthem; Alice Ter Meulen (2010). Handbook of Logic and Language (2nd ed.). Elsevier. ISBN 978-0-444-53726-3. The most comprehensive reference in the area.
- Emmon W. Bach (1989). Informal lectures on formal semantics. SUNY Press. ISBN 978-0-88706-772-3. One of the first textbooks. Accessible to undergraduates.
- Ronnie Cann (1993). Formal semantics: an introduction. Cambridge University Press. ISBN 978-0-521-37610-5.
- Irene Heim; Angelika Kratzer (1998). Semantics in generative grammar. Wiley-Blackwell. ISBN 978-0-631-19713-3.
- Gennaro Chierchia; Sally McConnell-Ginet (2000). Meaning and grammar: an introduction to semantics (2nd ed.). MIT Press. ISBN 978-0-262-53164-1.
- Sean A. Fulop (2004). On the Logic and Learning of Language. Trafford Publishing. ISBN 978-1-4120-2381-8.[منبع خودچاپ‌کرده]
- Glyn V. Morrill (1994). Type logical grammar: categorial logic of signs. Springer. ISBN 978-0-7923-3095-0.
- Reinhard Muskens Type-logical Semantics[پیوند مرده] to appear in the Routledge Encyclopedia of Philosophy Online.
- Bob Carpenter (1998). Type-logical semantics. MIT Press. ISBN 978-0-262-53149-8.
- Johan van Benthem (1995). Language in action: categories, lambdas, and dynamic logic. MIT Press. ISBN 978-0-262-72024-3.
- Barbara H. Partee: Reflections of a formal semanticist as of Feb 2005. Ample historical information. (an extended version of the introductory essay in Barbara H. Partee: Compositionality in Formal Semantics: Selected Papers of Barbara Partee. Blackwell Publishers, Oxford, 2004.)